# Peter Norén
Tommy Peter Norén, född 8 juni 1968, är en svensk före detta fotbollsspelare som representerade Gais åren 1992–1994.
Norén kom till Gais från Gunnilse IS inför den allsvenska säsongen 1992. Han var en stor och tung targetanfallare, och många uppspel från Gais gick genom Norén, som antingen tog emot bollen eller skarvade den vidare. I oktober 1994 hörde den skotska klubben St. Johnstone FC från Perth av sig, och Norén åkte dit och provspelade för klubben. Han gjorde ett mål och två assist i sin första match för klubben och fick ett kontraktsförslag på 18 månader med skottarna, som han emellertid tackade nej till, då han inte ville lämna familjens fiskegrossistföretag så länge. I stället återvände han till Gunnilse inför säsongen 1995. Efter två säsonger med Gunnilse i division I varvade han ner i Lundens AIS 1997.